# Ariane de Lobkowicz d'Ursel
Ariane de Lobkowicz d'Ursel, née le 30 janvier 1996, est une digital artist (art numérique) et une femme politique belge, membre de DéFI jusqu'en 2023, année où elle passe au MR. Elle est la fille de Stéphane de Lobkowicz (MR/cdH) et de Barbara d'Ursel (DéFI), tous deux anciens députés.
Elle est devenue, à l'âge de 23 ans, la plus jeune parlementaire de Belgique. Elle s'est spécialisée dans les questions liées à la défense et au respect des personnes âgées et au bien-être animal.   
Diplômée en infographie de l'ESA Saint-Luc à Bruxelles, elle a ensuite poursuivi sa formation à la Haute École Albert Jacquard à Namur.   
Elle termine des études de droit, commencées à la suite de son élection, en cours du soir, à l'Université Saint-Louis à Bruxelles - Université catholique de Louvain.   
Elle porte officiellement, par arrêté royal, le titre de princesse en Belgique.

## Fonctions politiques
- Députée au parlement de la Région de Bruxelles-Capitale à partir de juin 2019